# Busento
Ne doit pas être confondu avec Bussento.
Le Busento  (latin : Bucentius) est une rivière italienne de la Calabre qui prend sa source au mont Scudiero à 1 120 m d'altitude, affluent de gauche du fleuve Crati.

## Hydrologie
Le régime de la rivière est du type torrentiel.

## Mort et inhumation d'AlaricIer

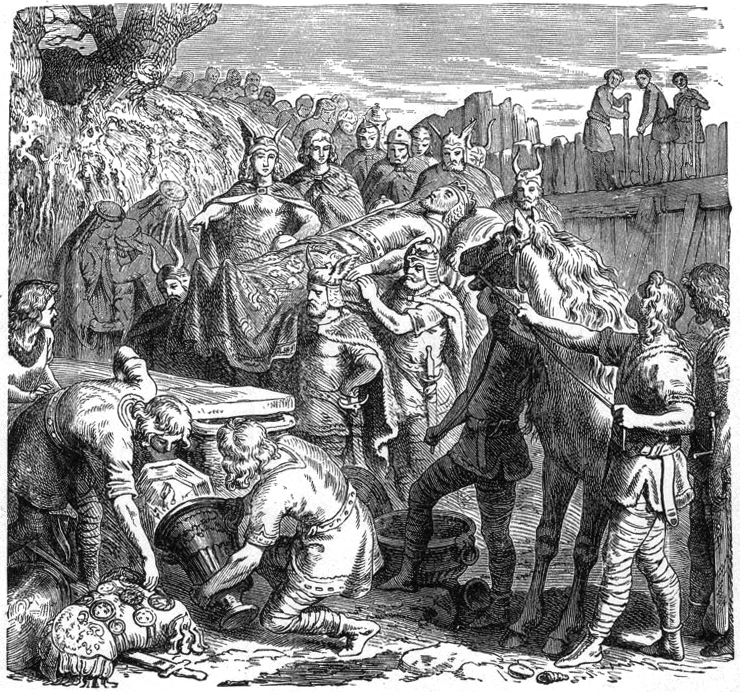
Inhumation d'Alaric dans le lit du fleuve Busento.

Alaric Ier meurt d'une fièvre à la fin de l'année 410, dans l'actuelle province de Cosenza en Calabre en tentant d'envahir l'Afrique. Selon une légende citée déjà vers 550 par Jordanes, il serait enterré sous le lit de la rivière Busento, qui coule à Cosenza en Calabre : la rivière est détournée, la tombe creusée, son corps est inhumé avec un important trésor, puis la rivière recouvre son cours. Les esclaves ayant creusé la tombe sont mis à mort pour garder le secret.
En octobre 2015, la commune de Cosenza se lance dans une campagne de recherche de la tombe et du trésor,.